# Антоний (Добротин)
Архимандрит Антоний (в миру Алексей Добротин) (?—1829) — архимандрит Русской православной церкви, настоятель Нижнеломовского Казанского монастыря.
Сын причетника. Обучался в Ярославской духовной семинарии (1795—1803) и в Троицкой лаврской семинарии (1803—1807).
С сентября 1807 года начал свою педагогическую деятельность, проходя по порядку учительскую, библиотекарскую и префектскую должности в Ярославской семинарии.
Был пострижен в монашество 6 февраля 1814 года с именем Антония, рукоположен в иеродиакона и иеромонаха и 7 февраля назначен ректором той же Ярославской семинарии. Но уже 14 сентября того же года он был возведён в сан архимандрита вологодского Спасо-Каменного (Галактионовского) монастыря и назначен сначала инспектором Вологодской духовной семинарии, а в декабре того же года — ректором Вологодского уездного училища; с 13 июля 1815 года присутствовал в духовной консистории.
22 августа 1819 года Антоний был перемещён в иркутский Вознесенский монастырь и назначен ректором Иркутской духовной семинарии.
В 1822 году получил в управление Нижнеломовский Казанский монастырь (Пензенская губерния) и там через семь лет, 2 (14) марта 1829 года скончался.